# La Rebelle : Les Aventures de la jeune George Sand
Production
Diffusion
La Rebelle : les Aventures de la jeune George Sand est une série télévisée franco-belge réalisée par Rodolphe Tissot d'après un scénario de Henri Helman, Georges-Marc Benamou, Rodolphe Tissot et Élodie Monlibert, et diffusée en Belgique à partir du 7 janvier 2025 sur La Trois et en France à partir du 14 avril 2025 sur France 2.
Ce film biographique est une coproduction de Siècle Productions, des sociétés belges Umedia et Be-FILMS, de la RTBF (télévision belge) et de Pictanovo.

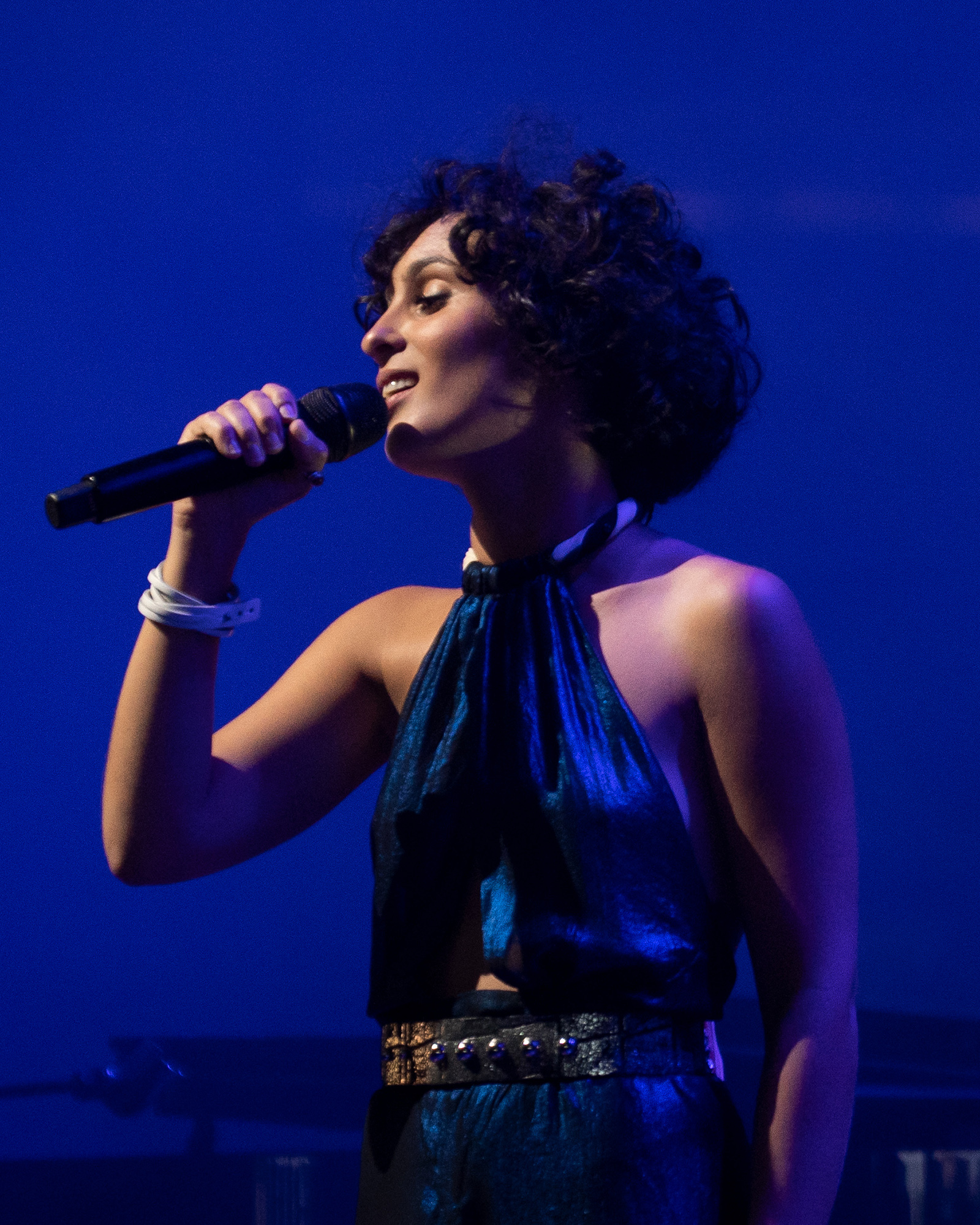
Barbara Pravi.

## Synopsis
En 1830, Aurore Dupin rejoint Paris afin d’échapper aux violences de son mari. C’est après la révolution de Juillet qu’elle publie son premier roman, sous le pseudonyme de George Sand. Cette grande amoureuse collectionne les amants et amantes, comme Alfred de Musset ou son avocat. Elle défend l’égalité des sexes.

## Distribution
- Nine d'Urso : Aurore Dupin / George Sand
- Aymeric Fougeron : Jules Sandeau, l'amant d'Aurore
- Vincent Londez : le baron Casimir Dudevant, l'époux d'Aurore
- David Kammenos : Varanches, l'espion du baron Dudevant
- Barbara Pravi : Marie Dorval, l'amante de George Sand
- Megan Northam : Pauline de Beaumont, la maîtresse du baron Dudevant
- Louisiane Gouverneur : Josette, la servante d'Aurore
- Jonas Wertz : Charles Duvernet, ami d'enfance de George Sand
- Marie Oppert : Eugénie Duvernet
- Joaquim Fossi : Gustave Papet
- Jacques Bonnaffé : Duris-Dufresne
- Anton Csaszar : Honoré de Balzac
- Émilien Diard-Detœuf : Sainte-Beuve
- Lorenzo Lefebvre : Prosper Mérimée
- Louis Berthelemy : Alfred de Vigny
- Oscar Lesage : Alfred de Musset
- Mickaël Lumière : Alexandre Dumas
- Grégoire Oestermann : Joseph Deschartres, le régisseur du domaine Dudevant
- Oscar Tresanini : Maurice (10 ans), le fils du baron Dudevant et d'Aurore Dupin
- Ambrine Trigo Ouaked : Solange (5 ans), la fille du baron Dudevant et d'Aurore Dupin
- Sasha Lemaitre Crémaschi : Solange (8 ans), la fille du baron Dudevant et d'Aurore Dupin
- Astrid Whettnall : Sophie Dupin, la mère d'Aurore
- Philippe Torreton : Bertrand Renault, l'éditeur de George Sand
- Fabrizio Rongione : Henri de Latouche, directeur du Figaro
- Jonathan Turnbull : Hippolyte, le demi-frère d'Aurore
- Yoann Blanc : Michel de Bourges, l'avocat de George Sand
- Charlie Nelson : le juge Prévost
- Jean-Pierre Becker : le juge Charles-Marie de Morlaix
- Pierre Bénézit : le juge Rigoux
- Jean-Luc Bideau : Auguste Hilarion de Kératry

## Production

### Genèse et développement
Ce film biographique est une coproduction de Siècle Productions, des sociétés belges Umedia et Be-FILMS, de la RTBF (télévision belge) et de Pictanovo, réalisée pour France 2 avec la participation de France Télévisions et du CNC,,,,.
La série est créée et écrite par Henri Helman, Georges-Marc Benamou et Élodie Monlibert, et réalisée par Rodolphe Tissot,,,,.
La production est assurée par Georges-Marc Benamou pour Siècle Productions,
La série, réalisée en association avec UFund, a bénéficié du soutien du Tax Shelter du gouvernement fédéral de Belgique et de la région Île-de-France, ainsi que de celui de la région Centre-Val de Loire et de son agence régionale Ciclic qui ont soutenu la série à hauteur de 350 000 €,.

### Attribution des rôles
Le rôle principal est confié à Nine d'Urso, fille de la top model française Inès de La Fressange, ex-muse de Karl Lagerfeld et, égérie de Chanel, et de l'homme d'affaires italien Luigi d'Urso,,,.
Nine d'Urso confie : « J'ai lu beaucoup de livres de George Sand ! Mais pour mieux comprendre qui elle est, j'ai aussi tenu à lire ce qu'on disait d'elle, en bien comme en mal. ».

### Tournage
Le tournage de la série a lieu du 22 avril au 26 juin 2024 dans la région Centre-Val de Loire (et plus particulièrement dans les départements d'Indre-et-Loire et du Loir-et-Cher), dans les Hauts-de-France et en région parisienne,,,,,,.
Le tournage a débuté au château de Troussay, près de Cheverny.

### Fiche technique
Sauf indication contraire, les informations mentionnées dans cette section peuvent être confirmées par les bases de données cinématographiques IMDb, Allociné et Unifrance,  présentes dans la section « Liens externes ».
- Titre français : La Rebelle : Les Aventures de la jeune George Sand
- Genre : film biographique
- Production : Georges-Marc Benamou et Jordan Leclerc[8],[9]
- Sociétés de production : Siècle Productions, Umedia, Be-FILMS, RTBF et Pictanovo[1],[2],[9],[3],[4],[8],[18]
- Réalisation : Rodolphe Tissot[1],[2],[6],[7],[3],[4],[8],[18]
- Scénario : Henri Helman, Georges-Marc Benamou, en collaboration avec Rodolphe Tissot et Élodie Monlibert[2],[6],[7],[8],[18]
- Musique : Philippe Jakko
- Décors : Quentin Millot et Valérie Grall[18]
- Photographie : Pénélope Pourriat
- Costumes : Jean-Daniel Vuillermoz, Séverine Demaret, Laurence Jeannerod et Zoé Caillet[19]
- Son : Paul Heymans et Olivier Struye[19]
- Montage : Sanabel Cherqaoui
- Maquillage : Olivia Caron
- Coiffure : Philippe Mangin
- Pays de production :  France /  Belgique
- Langue originale : français
- Format : couleur
- Nombre de saisons : 1
- Nombre d'épisodes[6],[16],[17] : 4
- Durée : 52 minutes[6],[17]
- Dates de première diffusion :
  - Belgique : 7 janvier 2025 sur La Trois[20],[21],[22]
  - France : 14 avril 2025 sur France 2[23],[24]

## Épisodes
1. La Captive de Nohant
2. À la conquête de Paris
3. Amours et Trahisons
4. Un procès pour l'histoire

## Accueil

### Audiences et diffusion

#### En Belgique
En Belgique, la série est diffusée le mardi à 20 h 30 sur La Trois par salve de deux épisodes du 7 au 14 janvier 2025.
La série ayant été diffusée sur la troisième chaîne, ses chiffres d'audience ont été trop faibles pour être publiés par le Centre d'information sur les médias (CIM).

#### En France
En France, la série est diffusée le lundi à 21 h 10 sur France 2 par salve de deux épisodes les 14 et 21 avril 2025.
| Épisode              | Diffusion           | Diffusion         | Audience moyenne          | Audience moyenne                       | Audience moyenne         | Audience moyenne | Réf.   |
| Épisode              | Jour                | Horaire           | Nombre de téléspectateurs | Part de marché (sur les 4 ans et plus) | Part de marché (FRDA-50) | Classement       | Réf.   |
| -------------------- | ------------------- | ----------------- | ------------------------- | -------------------------------------- | ------------------------ | ---------------- | ------ |
| 1                    | Lundi 14 avril 2025 | 21 h 10 - 21 h 55 | 3 286 000                 | 17,3 %                                 | 3,5 %                    | 1er              | [ 25 ] |
| 2                    | Lundi 14 avril 2025 | 21 h 55 - 22 h 50 | 2 950 000                 | 17,9 %                                 | 3,5 %                    | 2e               | [ 25 ] |
| 3                    | Lundi 21 avril 2025 | 21 h 10 - 22 h 00 | 2 483 000                 | 12,8 %                                 | 3,6 %                    | 2e               | [ 26 ] |
| 4                    | Lundi 21 avril 2025 | 22 h 00 - 22 h 50 | 2 450 000                 | 14,6 %                                 | 3,6 %                    | 2e               | [ 26 ] |
|                      |                     |                   |                           |                                        |                          |                  |        |
| Moyenne de la saison |                     |                   |                           |                                        |                          |                  |        |

- Les plus hauts chiffres d'audience
- Les plus bas chiffres d'audience

### Accueil critique
Pour Alexandre Letren, du site VL-Media, la série présente « un résultat des plus réussis. Mais c'est bien la présence magnétique et étourdissante de Nine d'Urso qui fait de La Rebelle une pure réussite. ». Il souligne également qu'il « est rare de voir une comédienne éclore devant nous dans l'écrin que lui confère un rôle, une série. C'est précisément le cas de Nine d'Urso avec La Rebelle. ».